# Маслов, Демьян Корнеевич
Демьян Корнеевич Маслов (1889—1938) — советский государственный деятель. Председатель ЦИК/Председатель Президиума Верховного Совета.

## Биография
Происходит из крестьян-бедняков с. Новая Брянь, Заиграевского района. Член ВКП(б) с 1926 г.
В 1914 г. работал старшим рабочим Тарбагатайских каменноугольных копей.
Участник первой мировой войны. В 1918 г. демобилизовался.
С декабря 1919 г. принимал активное участие в партизанском движении в качестве командира сотни, затем был начальником штаба Удо-Илькинского фронта под командованием Аносова П. А.
После установления Советской власти работал в с. Новая Брянь на кооперативной и советской работе.
С апреля 1929 г. работал заместителем председателя БурЦИКа. С ноября 1933 г. по январь 1934 г. — и. о. председателя ЦИК Бурят-Монгольской АССР